# Ida Ou Moumen
Ida Ou Moumen (franska: Ida Ou Moumen (CR), Ida Ou Moumen (Commune Rurale), arabiska: افريجة) är en kommun i Marocko.   Den ligger i provinsen Taroudannt och regionen Souss-Massa, i den centrala delen av landet, 400 km sydväst om huvudstaden Rabat. Antalet invånare är 6 023.